# Knaphill
Knaphill est une localité anglaise du Surrey située au sud-ouest du centre de Londres.